# شهرک المهدی
شهرک المهدی، روستایی از توابع بخش مرکزی شهرستان ازنا در استان لرستان ایران بود. به علت نزدیکی شهرک المهدی به شهر ازنا از سال ۱۳۸۸ به شهر ازنا ملحق شد و هم‌اکنون جزو شهر ازنا محسوب می‌شود. شهرک المهدی (شرکت زراعی) در حدود سال ۱۳۵۶ از مجموع اهالی ۵ روستای مکی آباد، لمس، علی آباد، قاسم آباد و حشوید تشکیل شد.
پیشه بیشتر اهالی این منطقه کشاورزی است به نحوی که یکی از قطب‌های تولید محصولاتی چون هویج و سیب‌زمینی در کشور محسوب می‌شود. همچنین چندین گلخانه تولید محصولات کشاورزی (فلفل دلمه، خیار و...) در شهرک المهدی وجود دارد.

## جمعیت
این روستا در دهستان پاچه لک غربی قرار دارد و براساس سرشماری مرکز آمار ایران در سال ۱۳۸۵، جمعیت آن ۴٬۱۱۶ نفر (۹۵۸ خانوار) بوده‌است. مردم این منطقه از طوایف چهارلنگ می باشند عمداتا به گویش بختیاری سخن می گویند.